# Saint-Gilles (Bruxelas)
Saint-Gilles (em neerlandês Sint-Gillis) é uma das 19 comunas bilingues da Bélgica situada na Região de Bruxelas-Capital.
Em Abril de 2006, contava 46 519 habitantes numa superfície de 2,51 km², ou seja 18 533 habitantes/km². Situada a Sul de Bruxelas. Caracteriza-se nomeadamente pela heterogeneidade da população quanto à sua origem cultural. Nota-se a presença de importantes comunidades de origem estrangeira: marroquina, polaca, espanhola e portuguesa essencialmente. O seu burgmestre é o socialista Charles Picqué, que foi igualmente ministro-presidente da Região de Bruxelas-Capital de 2004 a 2013.
Saint-Gilles é a comuna onde se situa a Gare du Midi, a mais importante estação de caminho-de-ferro (SNCB) da cidade e terminal de TGV, Eurostar e Thalys. Esta estação é igualmente servida pelo metro, eléctricos e autocarros da companhia de transportes públicos de Bruxelas (STIB).
Saint-Gilles é limítrofe das comunas de Bruxelas, Forest, Ixelles e Anderlecht.